# Laocypris hispida
Laocypris hispida – endemiczny gatunek słodkowodnej ryby z rodziny karpiowatych (Cyprinidae). Jedyny przedstawiciel rodzaju Laocypris.

## Występowanie
Wody Laosu.

## Rozmiary
Osiąga do 5,3 cm długości standardowej.